# Lilydale
Lilydale es un suburbio de Melbourne, Victoria, Australia, a unos 35 kilómetros al noreste del centro de la ciudad de Melbourne. Su área de gobierno local es la Comarca de Yarra Ranges. En el censo de 2006, Lilydale tenía una población de 13.887 personas. 
Lilydale representa el límite exterior de los suburbios de Melbourne, limitando con las granjas del Valle de Yarra que se extienden al este. La región tiene transporte público con tren y servicios de autobuses desde la estación de autobuses de Lilydale: es, además, el inicio del trayecto en tren hacia Warburton.

## Historia
La estafeta de correos se abrió el 1 de septiembre de 1860 con el nombre de Brushy Creek, pero fue renombrada en 1861 con el nombre de Lillydale y posteriormente, en 1872, como Lilydale.

## Hoy
Lilydale es conocida por el Lago Lillydale, una zona de recreo donde los niños pueden jugar y aprender sobre el medio ambiente. 
Lilydale cuenta con sus propias franquicias de McDonalds y KFC, además de con centros comerciales como 'The Olive Tree y Stockland a los que se suman las tiendas de la Avenida principal. 
El aeropuerto de Lilydale se encuentra en Yering, a 5 kilómetros del norte de Lilydale. También está la Universidad Tecnológica de Swinburne, y existen 4 institutos de secundaria: 'Lilydale High School', 'Lilydale Adventist Academy', 'Mount Lilydale Mercy College' y ' Lilydale Heights College'. Todo ello sin contar el gran número de escuelas primarias.

## Deportes
El suburbio cuenta con un equipo de fútbol australiano, 'The Lilydale Falcons', que compiten en la 'Eastern Football League' australiana.
También es conocido el equipo de cricket, que compite en la 'Ringwood District Cricket Association'.